# Volleybalvereniging Set-Up'65 2019-2020
Questa voce raccoglie le informazioni riguardanti il Volleybalvereniging Set-Up'65 nelle competizioni ufficiali della stagione 2019-2020.

## Organigramma societario
Area direttiva
- Presidente: Rene Bosch

Area tecnica
- Primo allenatore: Tom Engbers

## Rosa
| N° | Nome                | Ruolo | Data di nascita  | Nazionalità sportiva |
| -- | ------------------- | ----- | ---------------- | -------------------- |
| 1  | Jorinda Kremer      | L     | 24 febbraio 1994 | Paesi Bassi          |
| 2  | Benthe Olde Rikkert | S     | 11 novembre 1997 | Paesi Bassi          |
| 3  | Pien Vos            | S     | 2001             | Paesi Bassi          |
| 5  | Anne Hesselink      | P     | 28 maggio 2000   | Paesi Bassi          |
| 7  | Merle Baasdam       | S     | 12 novembre 1998 | Paesi Bassi          |
| 8  | Kimberly Smit       | C     | 17 aprile 1995   | Paesi Bassi          |
| 9  | Marlies Eertman     | C     | 23 febbraio 1996 | Paesi Bassi          |
| 12 | Martine Stevelink   | C     | 24 maggio 1993   | Paesi Bassi          |
| 14 | Wies Bekhuis        | P     | 7 settembre 2001 | Paesi Bassi          |
| 15 | Evie van Kerkvoorde | S     | 20 aprile 2001   | Paesi Bassi          |

## Statistiche

### Statistiche di squadra
| Competizione          | Punti | In casa | In casa | In casa | In trasferta | In trasferta | In trasferta | Totale | Totale | Totale |
| Competizione          | Punti | G       | V       | P       | G            | V            | P            | G      | V      | P      |
| --------------------- | ----- | ------- | ------- | ------- | ------------ | ------------ | ------------ | ------ | ------ | ------ |
| Eredivisie            | 22    | 10      | 5       | 5       | 9            | 3            | 6            | 19     | 8      | 11     |
| Coppa dei Paesi Bassi | -     | 0       | 0       | 0       | 1            | 0            | 1            | 1      | 0      | 1      |
| Totale                | -     | 10      | 5       | 5       | 10           | 3            | 7            | 20     | 8      | 12     |